# Johann Baptist Lechleitner
Johann Baptist Lechleitner oder Georg Johann Lechleitner (* 1. April 1764 in Serfaus als Georg Lechleitner; † 27. Oktober 1840 im Stift Stams) war ein Tiroler römisch-katholischer Theologe, Philosoph und Geistlicher.

## Leben
Lechleitner kam als kleiner Junge nach Innsbruck. Nach der Normalschule absolvierte er das Innsbrucker Gymnasium und anschließend das theologische Studium am k.k. Generalseminar. Am 22. August 1790 erfolgte seine Priesterweihe. Zunächst wurde er Seelsorger in Flaurling, dann ab 1792 in Pfunds. Dort begann er begabte Jungen, die das öffentliche Gymnasium nicht besuchen konnten, in Grammatik, Rhetorik und Philosophie zu unterrichten. In der Zeit von 1798 bis 1807 leitete er als Präfekt das Gymnasium in Hall in Tirol. Von 1798 bis 1804 hatte er zudem die Professur für Rhetorik inne. Als das Gymnasium unter bayerischer Herrschaft zunächst nicht weitergeführt wurde, zog er sich in Bozen als Privatier zurück.
Lechleitner folgte 1809 einem Ruf des Fürstbischofs von Brixen Karl Franz von Lodron als Hofkaplan und Sekretär nach Brixen. Als 1816 das Zisterzienserstift Stams wiedererrichtet wurde, trat er als einer der ersten Fünf in das Stift ein. Das Ordensgelübde legte er am 26. November 1817 ab. In diesem Zuge nahm er den Ordensnamen Johann Baptist an. Dem Gelübde wohnten Bernhard Galura und Joseph Rapp bei, mit denen er befreundet war. Lechleitner wirkte zunächst am Wiederaufbau des Stifts mit, dann weitgehend zurückgezogen als Professor am Stift. 1824 vertrat er die Professur für Religionswissenschaft am Lyceum Innsbruck, 1826 die der Moraltheologie am Stift Wilten.
Lechleitners Schriften stehen in der Tradition der von Herkulan Oberrauch und Philibert Gruber begründeten christlich-theologischen Metaphysik der Tiroler Schule.

## Werke (Auswahl)
- Philosophia theoretica et practica, Rauch, Innsbruck 1820–1838.
  - Band 1: Logica, 1820.
  - Band 2: Metaphysicarum disciplinarum Pars I: De universalibus, 1824
  - Band 3: Metaphysicarum disciplinarum Pars II: De Deo omnium rerum principio et fine ultimo, 1825.
  - Band 4: Metaphysicarum disciplinarum Pars III: Psychologia, 1829.
  - Band 5: Philosophia practica: Jus naturae, 1838.
- Von dem Urgrunde und letzten Zwecke aller Dinge , Manz, Regensburg 1839 (mit einem Vorwort von Joseph von Görres).